# 벤 바레스

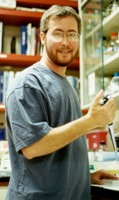

벤 바레스(Ben Barres, 1954년 9월 13일 ~ 2017년 12월 27일)는 미국의 신경과학자이다. 신경 아교 세포와 신경 세포의 관계에 대한 Tripartite Synapse 연구 및 뇌혈관계 omics 연구로 독보적이다. 그의 사후 Chan Zuckerberg Initiative (CZI)에서 그의 탁월한 업적을 기리기 위해 Ben Barres Early Career Acceleration Awards를, 2019년부터는 Cold Spring Harbor Laboratory (CSHL)에서 주최하는 Glia in Health & Disease에서  Ben Barres Trainee Award를 각각 수여한다.

## 같이 보기
- 마틸다 효과